# Hébridas

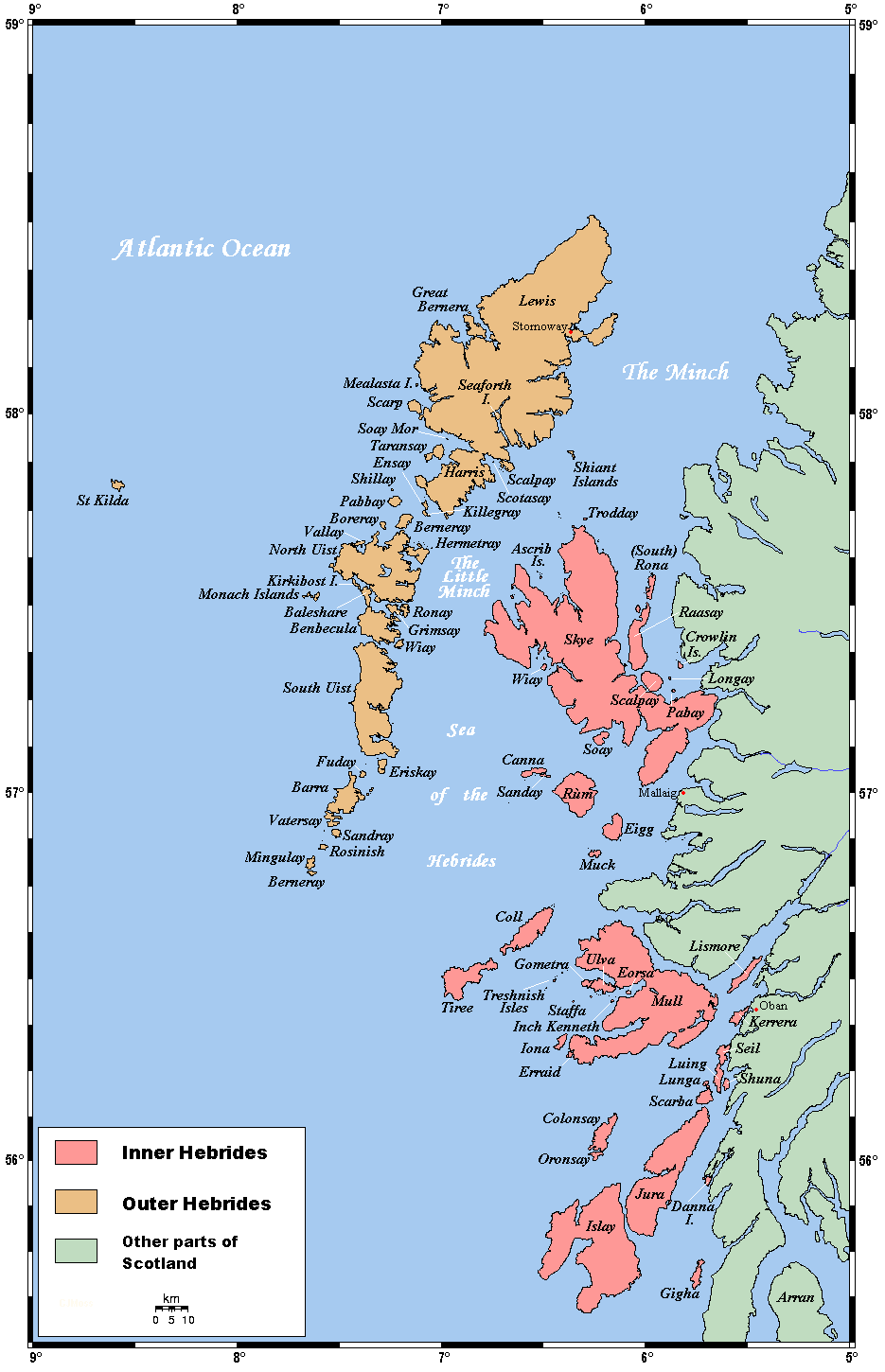
As ilhas Hébridas
Em vermelho as Hébridas Interiores, em amarelo as Hébridas Exteriores

As Hébridas compreendem um largo arquipélago na costa oeste da Escócia, e em termos geológicos são compostas das mais antigas rochas das Ilhas Britânicas. Elas podem ser divididas em dois grupos principais:

## Hébridas Exteriores (Outer Hebrides)

### Ilhas habitadas
| Ilha                          | População (censo de 2001) |
| Lewis and Harris              | 19 918                    |
| South Uist                    | 1 818                     |
| North Uist                    | 1 271                     |
| Benbecula                     | 1 219                     |
| Barra                         | 1 078                     |
| Scalpay                       | 322                       |
| Great Bernera                 | 233                       |
| Grimsay                       | 201                       |
| Berneray, North Uist          | 136                       |
| Eriskay                       | 133                       |
| Vatersay                      | 94                        |
| Baleshare                     | 49                        |
| Grimsay, South East Benbecula | 19                        |
| Flodaigh                      | 11                        |
| TOTAL (2001)                  | 26 502                    |